# استدعاء القواعد
استدعاء القواعد يشير إلى عملية وضع القواعد (القواعد النيتروجينية) على قمم الاستشراب. لذا تُعد أحد أهم برامج الحاسوب لإنجاز هذه المهمة هي استدعاء القواعد لفريد، والذي يعد حاليًا برنامج الاستدعاء الحاسوبي الأكثر استخدامًا على نطاق واسع في كل من مختبرات سلسلة الحمض النووي الأكاديمية والتجارية بسبب دقته العالية في استدعاء القواعد.